# Harry Potter i Kamień Filozoficzny (powieść)
Harry Potter i Kamień Filozoficzny (tytuł oryginalny: Harry Potter and the Philosopher’s Stone) – powieść fantasy brytyjskiej pisarki J.K. Rowling, po raz pierwszy wydana 26 czerwca 1997 na terenie Wielkiej Brytanii nakładem wydawnictwa Bloomsbury Publishing. Jest pierwszą częścią siedmiotomowej serii powieści Harry Potter (1997–2007) i stanowi debiut literacki Rowling. Jej publikacja rozpoczęła budowę franczyzy medialnej Wizarding World.
Powieść jest osadzona w fikcyjnym świecie magii. Jej głównym bohaterem jest jedenastoletni Harry Potter, który dowiaduje się, że jest czarodziejem. Chłopiec rozpoczyna naukę w szkole magii Hogwart, gdzie zaprzyjaźnia się z Ronem Weasleyem i Hermioną Granger. Bohaterowie odkrywają, że w szkole ukryto kamień filozoficzny, mający moc zapewnienia długowieczności. Przyjaciele usiłują powstrzymać czarnoksiężnika Lorda Voldemorta, który przed laty zamordował rodziców Harry’ego, przed zdobyciem kamienia.
Powieść została napisana w latach 1990–1995 w Wielkiej Brytanii i Portugalii. Na jej powstanie wpłynęły inspiracje baśniami i literaturą angielską o szkole z internatem. Do kreacji postaci i przedstawionego w powieści świata magii autorka wykorzystała motywy z mitologii greckiej i rzymskiej, folkloru oraz kultury średniowiecznej. Po premierze w 1997 na terenie Wielkiej Brytanii w 1998 książkę wydało w Stanach Zjednoczonych wydawnictwo Scholastic Corporation. Powieść została przetłumaczona na co najmniej 80 języków, w tym polski, w którym została wydana w Polsce przez wydawnictwo Media Rodzina w 2000. Światowa sprzedaż Harry’ego Pottera i Kamienia Filozoficznego przekracza 120 milionów egzemplarzy, co czyni go jednym z największych sukcesów wydawniczych w historii.
W 2001 odbyła się premiera filmowej adaptacji powieści w reżyserii Chrisa Columbusa, która jest z kolei jedną z najbardziej dochodowych pozycji w historii kinematografii. W fazie produkcji jest realizowany dla HBO serial telewizyjny Harry Potter, którego pierwszy sezon będzie stanowił kolejną adaptację powieści.

## Streszczenie fabuły
Osierocony w wieku niemowlęcym Harry Potter jest wychowywany przez ciotkę Petunię Dursley i jej męża Vernona. Wujostwo traktuje go z pogardą, w przeciwieństwie do ich rozpieszczanego syna Dudleya. Wokół chłopca dzieją się niewyjaśnione zjawiska paranormalne, które wzbudzają złość u Dursleyów. Kiedy ich dom jest bombardowany przez zaadresowane do Harry’ego listy, Dursleyowie nie pozwalają mu ich czytać. W dniu jedenastych urodzin chłopiec dowiaduje się jednak od półolbrzyma Rubeusa Hagrida o istnieniu świata magii, do którego przynależy, w przeciwieństwie do mugoli (czyli ludzi nieprzejawiających zdolności magicznych) Dursleyów. Hagrid zdradza Harry’emu, że jego rodzice byli czarodziejami i zginęli z rąk czarnoksiężnika Lorda Voldemorta. Usiłował on bezskutecznie zabić również Harry’ego, ale mordercze zaklęcie się odbiło, zostawiając jedynie bliznę na czole chłopca i osłabiając Voldemorta. Ponadto Hagrid wręcza Harry’emu list dotyczący przyjęcia do Szkoły Magii i Czarodziejstwa w Hogwarcie, w której pracuje jako gajowy.

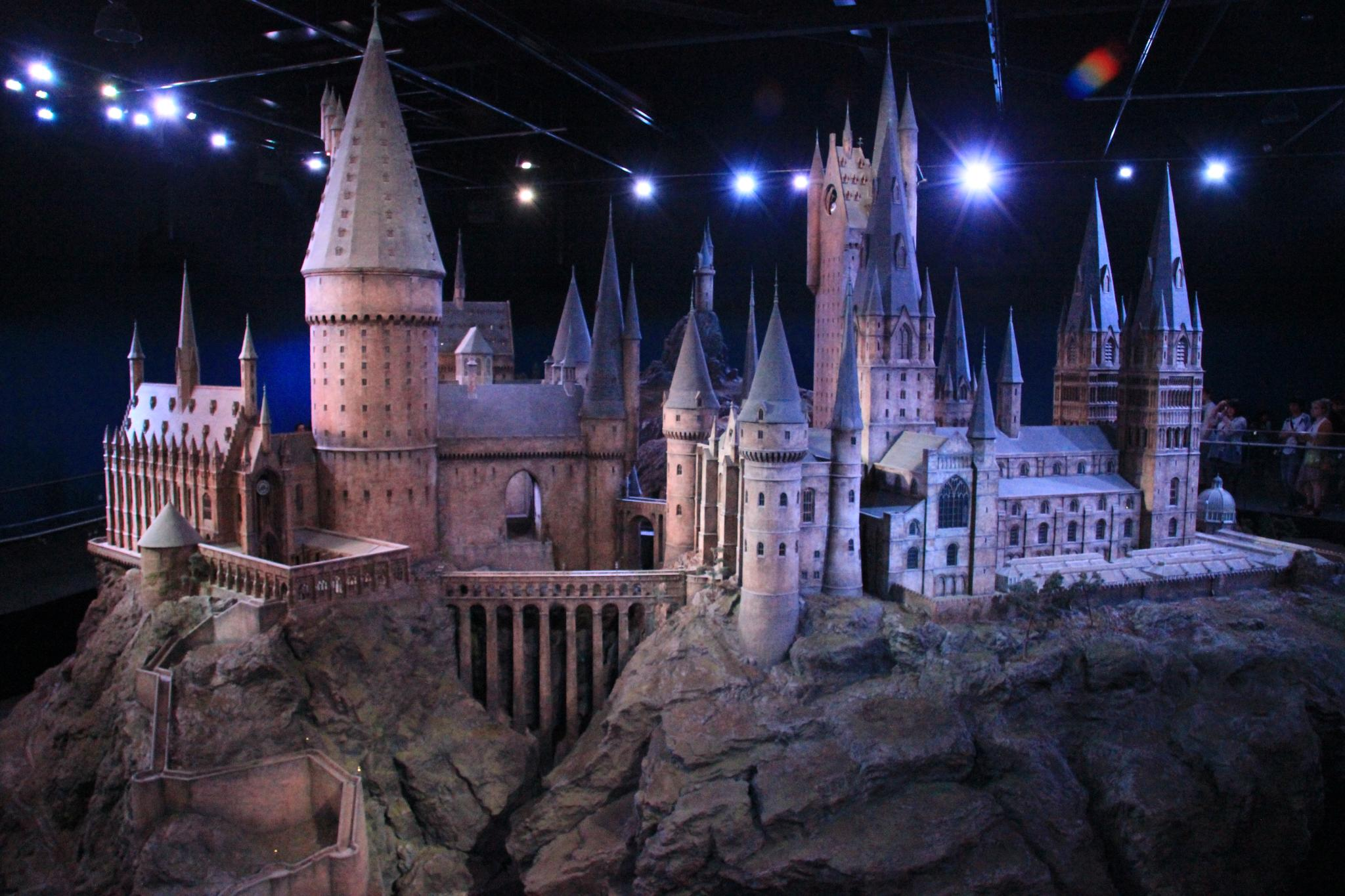
Model Hogwartu, wykorzystywany w filmowych adaptacjach serii Harry Potter

Nazajutrz Hagrid zabiera Harry’ego na ulicę Pokątną w celu kupna podręczników i przyborów szkolnych, w tym różdżki. Po spędzeniu reszty wakacji u Dursleyów chłopiec udaje się 1 września na stację King’s Cross w Londynie, skąd wyrusza Ekspresem Hogwart do mieszczącej się w zamku szkoły. W pociągu poznaje kilka osób, które również rozpoczynają naukę w Hogwarcie, w tym Rona Weasleya i Hermionę Granger. Podczas ceremonii rozpoczęcia roku szkolnego nowi uczniowie zostają rozdzieleni pomiędzy cztery szkolne domy. Harry, Ron i Hermiona trafiają do Gryffindoru. Pierwszoroczni uczą się między innymi zaklęć, sporządzania eliksirów, obrony przed czarną magią i latania na miotle. Harry zaprzyjaźnia się z Ronem, Hermioną i Hagridem oraz nawiązuje wrogie relacje z uczniem Draco Malfoyem i nauczycielem eliksirów, Severusem Snape’em. Dzięki talentowi do latania na miotle zostaje włączony do drużyny Gryffindoru w magicznym sporcie, quidditchu.
Harry, Ron i Hermiona odkrywają przypadkiem, że w Hogwarcie znajduje się trójgłowy pies, strzegący wejścia do klapy w podłodze. Hagrid zdradza im, że pies strzeże tajemnicy, o której wiedzą tylko dyrektor Hogwartu, Albus Dumbledore, i Nicolas Flamel. Bohaterowie odkrywają, że Flamel jest twórcą kamienia filozoficznego, mającego moc zapewnienia długowieczności. Centaur Firenzo zdradza Harry’emu, że Voldemort pragnie zdobyć kamień, by odzyskać utraconą moc. Podejrzewając, że Snape planuje wykraść kamień dla Voldemorta, Harry, Ron i Hermiona zakradają się do klapy w podłodze, by go powstrzymać. Harry dociera do komnaty z kamieniem, w której znajduje się nauczyciel obrony przed czarną magią, Kwiryniusz Quirrell. Okazuje się, że mężczyzna jest opętany przez Voldemorta, którego twarz znajduje się na tyle jego głowy. Wskutek dotyku Harry’ego ciało Quirrella płonie. Chłopiec traci przytomność, po czym budzi się w skrzydle szpitalnym. Dumbledore zdradza mu, że kamień został zniszczony, a Quirrell zmarł, co nie oznacza jednak, że Voldemort w przyszłości nie powróci w innej formie. Podczas uczty z okazji końca roku szkolnego dyrektor przyznaje Harry’emu, Ronowi i Hermionie punkty za akcję z kamieniem, wskutek czego Gryffindor zdobywa Puchar Domów.

## Postacie
- Harry Potter – główny bohater. Jedenastolatek opisany jako wychudzony, czarnowłosy, zielonooki, w okularach i z blizną w kształcie błyskawicy na czole[3][4]. Osierocony przez rodziców w wieku niemowlęcym, w dniu jedenastych urodzin dowiaduje się od Hagrida, że jest czarodziejem i ma rozpocząć naukę w Szkole Magii i Czarodziejstwa w Hogwarcie. Tam zaprzyjaźnia się z Ronem i Hermioną, z którymi odkrywa, że w szkole ukryty jest kamień filozoficzny.
- Ron Weasley – przyjaciel Harry’ego, który, podobnie jak on, należy w Hogwarcie do Gryffindoru. Inspiracją do stworzenia tej postaci był przyjaciel Rowling, Sean Harris[5]. Ron jest wysoki, rudy i piegowaty. Ma sześcioro rodzeństwa: pięciu starszych braci, z których troje (Percy oraz bliźniacy, Fred i George) uczy się jeszcze w Hogwarcie, oraz młodszą siostrę Ginny.
- Hermiona Granger – przyjaciółka Harry’ego, która, podobnie jak on, należy w Hogwarcie do Gryffindoru. Pochodzi z mugolskiej rodziny, w której jako pierwsza przejawia zdolności magiczne. Rowling nazwała ją swoim „feministycznym sumieniem” i karykaturą siebie samej z młodości: mającej obsesję na punkcie nauki i nieśmiałą w środku[6]. Jej imię wywodzi się z mitologii greckiej, gdzie Hermiona była córką Heleny Trojańskiej i Menelaosa[7][8] .
- Albus Dumbledore – dyrektor Hogwartu. Nosi okulary i ma siwą brodę sięgającą pasa. Cieszy się autorytetem w społeczności czarodziejskiej, która uważa go za jedyną osobę, której boi się Voldemort. Rowling nazwała go „uosobieniem dobroci”[9]. Jego imię oznacza w łacinie „biały”[10], zaś nazwisko jest odpowiednikiem słowa „trzmiel” w języku staroangielskim[11].
- Dursleyowie – spokrewniona z Harrym rodzina mugoli, która go wychowuje i traktuje z pogardą. Żyją w strachu przed tym, co nietypowe, w związku z czym ukrywają przed Harrym jego przynależność do świata magii i kłamią, że jego rodzice zginęli w wypadku samochodowym.

- Petunia Dursley – siostra matki Harry’ego, Lily.
- Vernon Dursley – mąż Petunii.
- Dudley Dursley – syn Petunii i Vernona w wieku Harry’ego.

- Filius Flitwick – nauczyciel zaklęć w Hogwarcie.
- Argus Filch – woźny w Hogwarcie. W pilnowaniu porządku w szkole pomaga mu kotka, Pani Norris. Jego imię nawiązuje do wywodzącego się z greckiej mitologii Argosa, znanego też jako Argus – olbrzyma o stu wiecznie czuwających oczach[8] .
- Firenzo – centaur zamieszkujący Zakazany Las.
- Rubeus Hagrid – gajowy i strażnik kluczy Hogwartu, mieszkający w chacie na terenie zamku, przy Zakazanym Lesie. Opisany jako olbrzymi, z twarzą niemalże schowaną pod włosami i brodą. Informuje Harry’ego o jego przynależności do świata magii, a później, po rozpoczęciu przez chłopca nauki w Hogwarcie, zaprzyjaźnia się z nim, Ronem i Hermioną.
- Rolanda Hooch – nauczycielka latania na miotle w Hogwarcie.
- Neville Longbottom – Gryfon na pierwszym roku w Hogwarcie.
- Lord Voldemort – główny antagonista powieści. Czarnoksiężnik, który przed laty zamordował rodziców Harry’ego i bezskutecznie usiłował zabić jego. W wyniku odbitego zaklęcia osłabł i został uznany za zaginionego. Opętuje Quirrella, którego chce wykorzystać do zdobycia ukrytego w Hogwarcie kamienia filozoficznego, mającego zagwarantować mu powrót mocy magicznej i długowieczność. Jego pseudonim wywodzi się z francuskiego zwrotu „vol de mort”, oznaczającego „lot śmierci”[11].
- Draco Malfoy – Ślizgon na pierwszym roku w Hogwarcie. Wróg Harry’ego, Rona i Hermiony. Jego imię oznacza w łacinie „smok”, zaś nazwisko wywodzi się z mal foi, czyli „perfidii” w języku francuskim[11].
- Minerwa McGonagall – nauczycielka transmutacji w Hogwarcie i opiekunka Gryffindoru. Nazwana na cześć Minerwy, bogini mądrości, nauki i literatury w mitologii rzymskiej[10].
- Garrick Ollivander – sprzedawca różdżek w sklepie przy ulicy Pokątnej.
- Kwiryniusz Quirrell – nauczyciel obrony przed czarną magią w Hogwarcie, opętany przez Voldemorta. Nosi turban, pod którym schowana jest twarz Voldemorta, znajdująca się na tyle głowy Quirrella. Jego imię nawiązuje do wywodzącego się z mitologii rzymskiej i przedstawianego z dwoma twarzami Janusa, niekiedy nazywanego Janusem Kwirynem[10].
- Prawie Bezgłowy Nick – duch Gryffindoru.
- Severus Snape – nauczyciel eliksirów w Hogwarcie i opiekun Slytherinu, traktujący z pogardą Gryfonów, w szczególności Harry’ego. Jego imię oznacza w łacinie „srogi”[10].
- Pomona Sprout – nauczycielka zielarstwa w Hogwarcie. Nazwana na cześć Pomony, rzymskiej bogini sadów, ogrodów i drzew owocowych[10].
- Oliver Wood – uczeń Hogwartu, kapitan drużyny Gryffindoru w quidditchu.

## Analiza utworu

### Narracja
Według klasyfikacji teoretyka literatury Gérarda Genette’a powieść napisano w narracji ekstradiegetyczno-heterodiegetycznej, co oznacza narratora w pozycji zewnętrznej wobec świata przedstawionego, nie biorącego udziału w przedstawionych wydarzeniach. Przez prawie całą powieść narracja jest personalna, to znaczy narrator jest niewyczuwalny. Wyjątkiem jest tylko pierwszy rozdział, gdzie wspomniany jest „wtorek, w który zaczyna się nasza historia”.
Forma narracji ulega zmianie w momencie przeskoku czasowego, gdy Harry przestaje być niemowlęciem, a zaczyna być dziesięciolatkiem. Od tej pory historia jest opowiadana z jego punktu widzenia, a narrator wyraża jego myśli, uczucia i spostrzeżenia. Przykładowo Dursleyowie, którzy wcześniej opisywani byli jako pan i pani Dursley, od teraz są nazywani wujem i ciotką. Kolejna zmiana formy następuje w momencie przeniesienia akcji ze świata niemagicznego do magicznego. Od tej pory narrator opowiada z punktu widzenia czarodziejów, a przedstawicieli społeczności niemagicznej zaczyna nazywać mugolami. Według teoretyczki literatury Claudii Fenske prowadzi to do powiększenia dystansu czytelnika od świata niemagicznego.

### Struktura
W ocenie Fenske Harry Potter i Kamień Filozoficzny opiera się na dwóch równolegle prowadzonych osiach fabuły. Pierwsza z nich skupia się wokół historii detektywistycznej, dotyczącej zagadki kamienia filozoficznego, dla której tłem jest życie szkolne bohaterów. Jako że problem kamienia jest rozwiązany, ze względu na tę oś powieść ma zamkniętą kompozycję. Klamrą pomiędzy jej rozpoczęciem a zakończeniem stanowią letnie wakacje u Dursleyów, podczas których powieść się rozpoczyna i, rok później, kończy. Według tej samej konwencji utrzymane są późniejsze części cyklu Harry Potter.
Druga oś fabularna dotyczy zagrożenia ze strony Lorda Voldemorta i jego konfliktu ze społecznością czarodziejską, co nadaje historii wątek polityczny. Choć ta oś ma wpływ na wydarzenia z pierwszej osi, szczególnie z jej zakończenia, jest ona osadzone poza właściwą akcją i poza Hogwartem. Nie jest zamknięta w obrębie powieści, ale łączy ją fabularnie z następnymi częściami. W ocenie Fenske w Harrym Potterze i Kamieniu Filozoficznym pierwsza oś jest dominująca.

### Wpływy
Badacze zwracali uwagę na intertekstualność powieści. Blasina Cantizano Márquez z Uniwersytetu w Almerii napisała: „Świadomie lub nie, Rowling wykorzystuje najlepsze składniki anglojęzycznej literatury młodzieżowej, aby tworzyć postacie i opracowywać urzekające historie. Właśnie z powodu tej umiejętności syntezy i odtwarzania dzisiaj musimy docenić wkład Rowling do współczesnej literatury fantasy”.

#### Baśnie

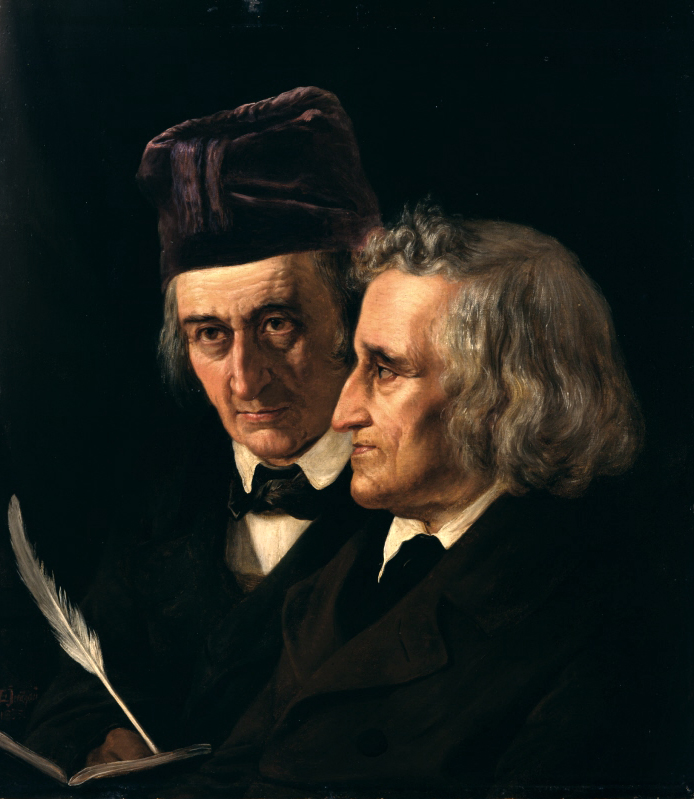
Bracia Grimm, do których baśni nawiązuje powieść

Richard Bernstein z „The New York Timesa” ocenił, że Harry Potter i Kamień Filozoficzny wpisuje się w tradycję baśni dziecięcych. Powieść powiela klasyczny baśniowy schemat, w którym bohater zmierza się z problemami wewnętrznymi takimi jak alienacja, odrzucenie i bezsilność, a następnie poznaje sposoby ich rozwiązania, które prowadzą do wesołego zakończenia. Bernstein zwrócił jednak uwagę, że ze względu na brak dominującego poczucia terroru nie jest to konwencjonalna baśń w stylu braci Grimm, ale „jasna, nowoczesna powieść fantasy dla dzieci w stylu Indiany Jonesa”. Mimo to wskazał w niej archetypy typowe dla braci Grimm. Przykładowo Dursleyowie wpisują się w archetyp złych rodziców, którzy zastępują tych prawdziwych i dobrych, niczym macocha i przyrodnie siostry Kopciuszka. Z kolei motywy życia bez rodziców i niepewności w obliczu adaptacji do nowego środowiska wywodzą się z Jasia i Małgosi.
M. Katherine Grimes z Ferrum College wskazała, że powieść wiąże z baśniami osadzenie w świecie magii, w którym żyją magiczne, wywodzące się z folkloru istoty, takie jak jednorożce czy trolle. Kolejną cechą charakterystyczną gatunku jest zestawienie bohaterów dobrych i złych ze względu na cechy przeciwstawne. Albus Dumbledore wpisuje się w koncepcję kochającego boga, mającego naprzeciw niegodziwego diabła, jakim jest Lord Voldemort. Z kolei wyidealizowani przez Harry’ego Pottera rodzice są przeciwstawieni jego złym krewnym, Dursleyom. Grimes zwróciła ponadto uwagę, że na wzór Jasia i Małgosi oraz O chłopcu, który u trzech mistrzów pobierał naukę, dziecięcy bohater zostaje wysłany z domu rodzinnego do świata, w którym musi odnaleźć niezależność. Rubeus Hagrid wpisuje się jej zdaniem w baśniowy archetyp zbawiciela, niczym leśniczy z Czerwonego Kapturka czy Gerda z Królowej Śniegu.

#### Literatura o szkole z internatem
Według badaczy Harry Potter i Kamień Filozoficzny wpisuje się w tradycję literatury poświęconej brytyjskiej szkole z internatem. David K. Steege, profesor literaturoznawstwa, zwrócił uwagę na mnogość podobieństw do najpopularniejszego reprezentanta gatunku, Szkolnych lat Toma Browna Thomasa Hughesa. Harry Potter, podobnie jak Tom Brown, rozpoczyna naukę w szkole z internatem, poznaje tam najlepszego przyjaciela (Rona Weasleya), jest gnębiony przez innego ucznia (Draco Malfoya), gra w drużynie sportowej i chroni szkołę pod przewodnictwem mądrego dyrektora (Albusa Dumbledore’a). Steege zwrócił także uwagę na podobną budowę fabuły obu powieści: od ukazania dzieciństwa bohatera przez przygotowania do nowej szkoły po wkroczenie do nowego świata. Ponadto obaj bohaterowie czują niepokój i niepewność przed rozpoczęciem nauki, a po przybyciu do szkoły podziwiają jej architekturę, która w obu powieściach jest szczegółowo opisywana. Zdaniem Steege’a Rowling, podobnie jak Hughes, kreuje szkołę jako odrębny świat, wyizolowany od czynników zewnętrznych. W obu powieściach sport jawi się jako centralny element życia w szkole, a sukcesy w tym zakresie, które w przypadku obu bohaterów są większe niż w nauce, przekładają się na ich popularność.
Zdaniem Steege’a Rowling unowocześnia zasady literatury o szkole z internatem, umieszczając ją w realiach współczesnej Wielkiej Brytanii. Nauka w Hogwarcie jest koedukacyjna, społeczność uczniowska jest zróżnicowana ze względu na pochodzenie, a ciało pedagogiczne składa się nie tylko z mężczyzn. W ten sposób brytyjska szkoła staje się łatwiej przyswajalna dla amerykańskich uczniów szkół publicznych. Według Steege’a Rowling akcentuje uniwersalne problemy szkolne, takie jak snobizm czy uprzywilejowanie. Mniejszą uwagę poświęca wszechobecnej w Szkolnych latach Toma Browna gloryfikacji angielskiej kultury czy naciskowi na elitarność szkoły, z których słyną choćby Eton College czy Winchester College. Badacz stwierdził, że „podejście Rowling do literatury o szkole z internatem polega na zachowaniu tego, co zabawne i zrozumiałe, dla dowolnego zachodniego czytelnika, oraz wymazaniu tego, co niesmaczne i specyficzne kulturowo”.

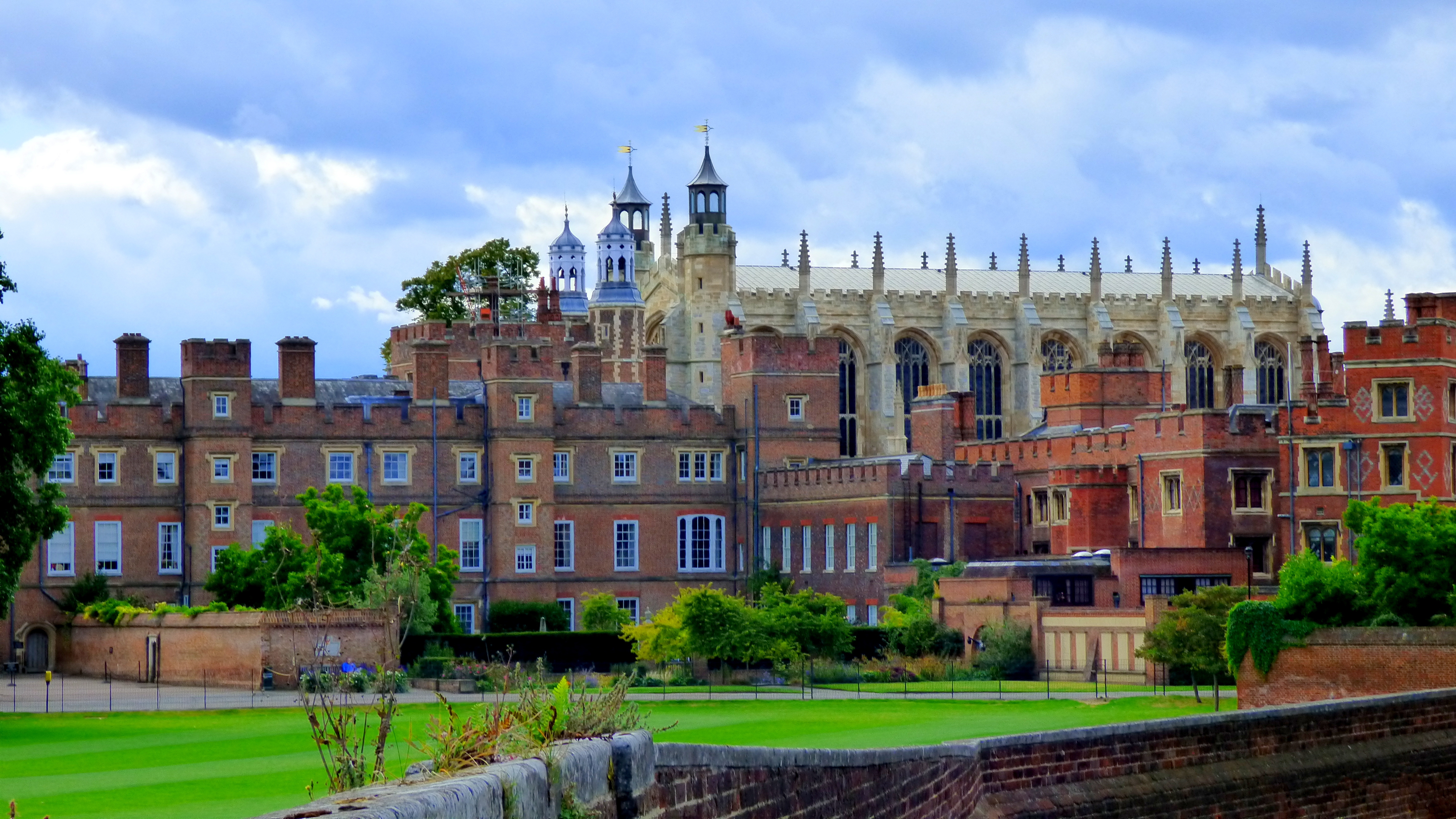
Eton College, jedna z najsłynniejszych brytyjskich szkół z internatem

Według badaczki literatury Karen Manners Smith Rowling ukazuje typowe dla szkół oraz przedstawiających je utworów motywy przemocy i gnębienia. Draco Malfoy reprezentuje wywyższanie się z powodu arystokratycznego pochodzenia oraz dyskryminację z powodu inności – pochodzenia z rodziny mugoli, jak Hermiona, czy odmiennego wyglądu, jak Hagrid. W ten sposób powieść nawiązuje do pozycji takich jak Summer Term at St. Clare’s i First Term at Malory Towers autorstwa Enid Blyton. Rowling, w przeciwieństwie do na przykład Hughesa w Szkolnych latach Toma Browna, nie opisuje jednak w ogóle popularnego dla tego gatunku motywu faggingu, czyli wykorzystywania młodszych uczniów przez starszych w celu służenia im. Smith zwróciła też uwagę na inne widoczne w powieści inspiracje literaturą o szkole z internatem, takie jak kreacja ciała pedagogicznego, podział na domy czy system kar dla uczniów. Wskazuje ponadto pewne innowacje w obrębie gatunku, takie jak koedukacyjność szkoły i fakt, że główni bohaterowie, chłopcy, przyjaźnią się z dziewczyną. Zwróciła uwagę na brak jakichkolwiek sugestii o zachowaniach homoerotycznych między Harrym i Ronem, które pojawiły się wśród bohaterów licznych powieści szkolnych, między innymi w Eric, or, Little by Little Frederica Farrara.
Zdaniem Pat Pinsent, badaczki literatury dziecięcej z University of Roehampton, Harry Potter i Kamień Filozoficzny czerpie nie tylko z klasyki literatury o szkole z internatem, ale także z bardziej współczesnych pozycji z tego gatunku. Pinsent wskazała między innymi cykl The Worst Witch Jill Murphy i powieść Upiorna szkoła Anthony’ego Horowitza, które również przedstawiają naukę w szkole magii. Różnica polega według niej na tym, że Rowling pisze w sposób atrakcyjny nie tylko dla dzieci, ale również dorosłych.

#### Średniowiecze

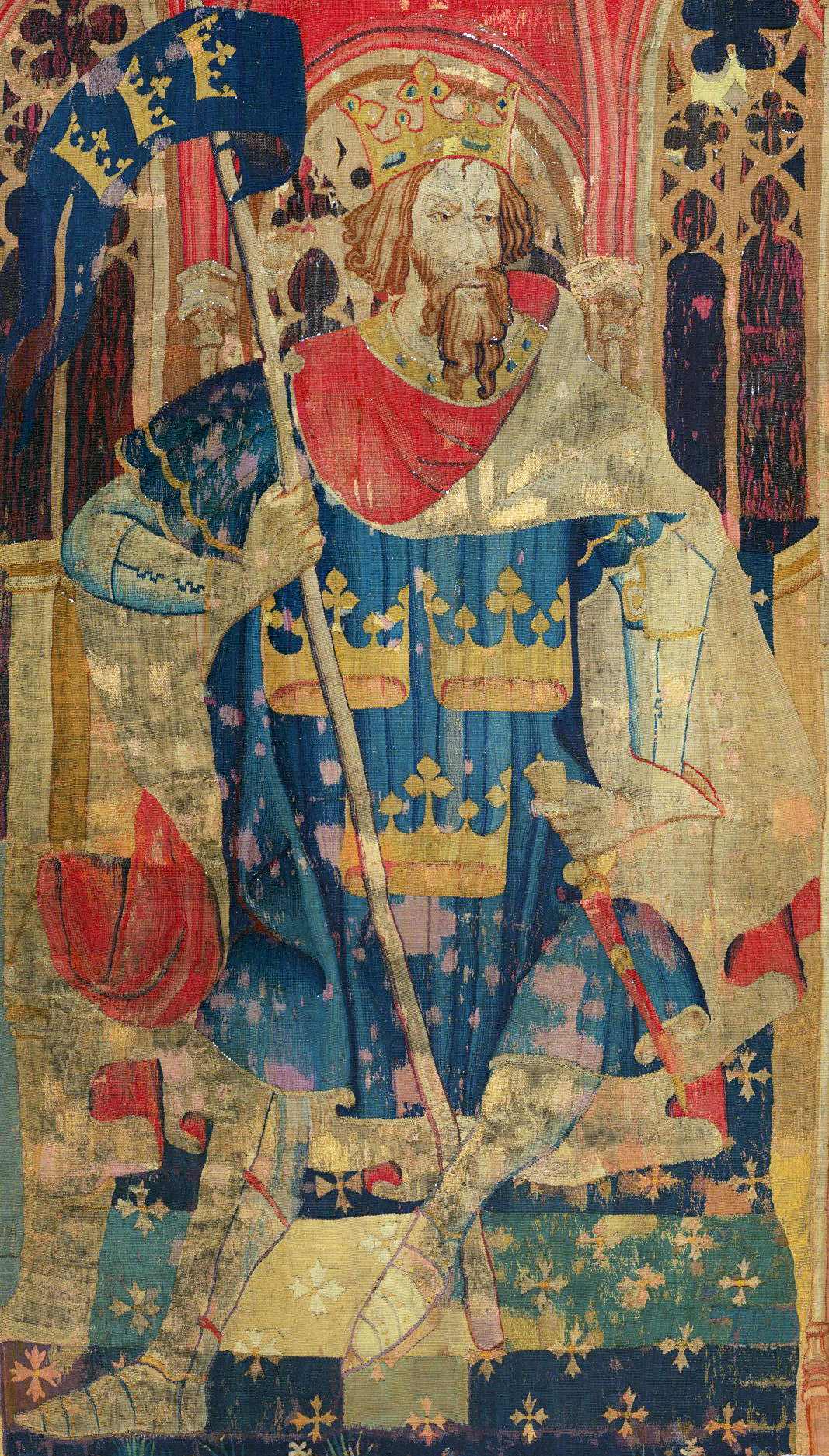
XIV-wieczny gobelin przedstawiający króla Artura

Według Heather Arden i Kathryn Lorenz, autorek artykułu The Harry Potter Stories and French Arthurian Romance z czasopisma „Arthuriana”, Harry Potter i Kamień Filozoficzny w dużej mierze czerpie z kultury średniowiecza, w szczególności z legend o królu Arturze. Hogwart, główne miejsce akcji powieści, przypomina średniowieczne zamki ze zbrojami na ścianach, jego Wielka Sala nawiązuje do Wielkiej Sali Camelotu, zaś domy mają charakterystyczne herby. Arden i Lorenz porównały rozgrywane na terenie zamku mecze quidditcha do turniejów rycerskich. Do kultury średniowiecza nawiązuje także alchemia, pisanie listów na pergaminach, używanie sów jako posłańców i bogate korzystanie z łaciny. Zdaniem autorek Harry wpisuje się w archetyp średniowiecznego rycerza, zaś jego mentor, Albus Dumbledore, przypomina czarodzieja Merlina. W powieści pojawiają się ponadto bezpośrednie nawiązania do średniowiecza: postać alchemika Nicolasa Flamela, legendarnego stwórcy kamienia filozoficznego, oraz wykłady profesora Binnsa o średniowiecznych postaciach ze świata magii .

#### Mitologia
Wykreowany w powieści świat magii jest w dużej mierze inspirowany mitologią grecką i rzymską. Wywodzą się z nich na przykład centaury, istoty o mieszanej budowie: od pasa w górę przypominają ludzi, zaś od pasa w dół konie. W powieści centaury zamieszkują Zakazany Las. W szczególności Firenzo, który ratuje Harry’ego przez Voldemortem, nawiązuje do najmądrzejszego z mitycznych centaurów, Chirona. Źródło w mitologii greckiej ma również Puszek, trzygłowy pies strzegący dojścia do kamienia filozoficznego, inspirowany strzegącym wejścia do Hadesu mitycznym Cerberem. Harry, podobnie jak Orfeusz, gra muzykę, by uśpić psa. Również sam kamień filozoficzny, źródło eliksiru życia, jest obiektem wywodzącym się z mitologii greckiej. Od mitycznej Hermiony i Argosa (znanego też jako Argus) wywodzą się imiona dwóch postaci powieści: Hermiony Granger i Argusa Filcha. Z kolei Minerwa McGonagall nosi imię po Minerwie, rzymskiej bogini mądrości, odpowiedniczce greckiej Ateny .
Zdaniem Richarda A. Spencera, autora książki Harry Potter and the Classical World: Greek and Roman Allusions in J.K. Rowling’s Modern Epic, możliwość zmiany swojej postaci przez greckich bogów, na przykład do formy zwierzęcej, zainspirował Rowling do kreacji Minerwy McGonagall, która potrafi zmieniać się w kocicę. Spencer ocenił ponadto, że Harry Potter wpisuje się w grecki archetyp mądrego herosa i wybawcy. Porównuje go do herosa Jazona, który również został osierocony w okresie niemowlęcym i odesłany, a po latach powrócił do swojego królestwa, podobnie jak Harry powrócił do społeczności czarodziejskiej. Ponadto Spencer przyrównał pomysłowego Harry’ego do innego greckiego herosa, Odyseusza .

## Powstanie

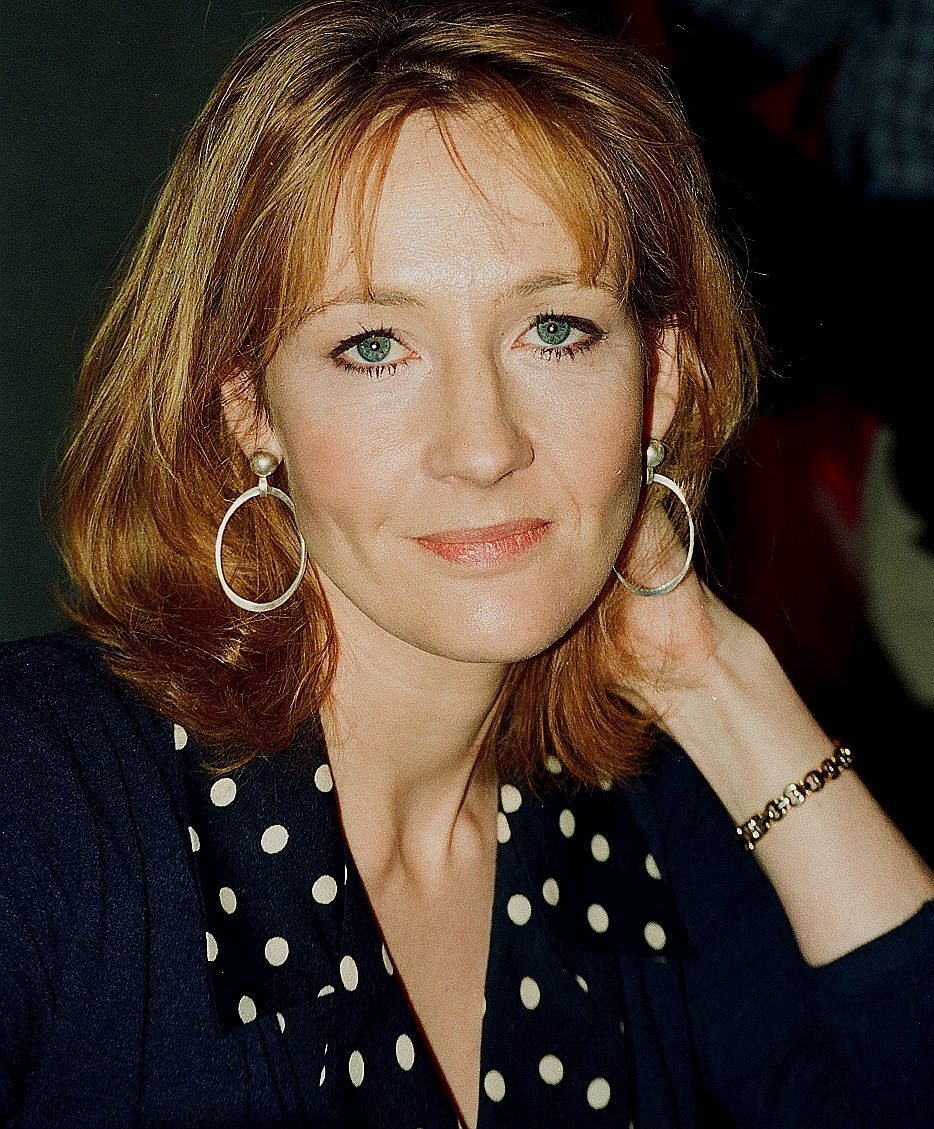
J.K. Rowling w 1999

Joanne Rowling tworzyła literaturę od siódmego roku życia, ale nigdy jej nie publikowała. W 1990, podczas czterogodzinnej podróży zatłoczonym pociągiem z Manchesteru do Londynu, wpadła na pomysł historii o młodym czarodzieju. Nie miała przy sobie długopisu, więc gromadziła pomysły w głowie. W trakcie podróży wymyśliła postacie Harry’ego, Rona, Hermiony, Hagrida, Prawie Bezgłowego Nicka i Irytka oraz stworzyła koncepcję Hogwartu, szkoły magii działającej w zamku w Szkocji. Tego samego wieczoru rozpoczęła pisanie powieści w niewielkim notesie. Postanowiła, że stworzy siedmiotomową serię i jeszcze przed ukończeniem pierwszego tomu wymyśliła historię na cały cykl. Pisząc pierwszą część starała się skupiać przede wszystkim na tworzeniu dobrze zbudowanej fabuły.
30 grudnia 1990 zmarła jej matka, co wpłynęło w dużej mierze na fabułę powieści. Dziewięć miesięcy później Rowling przeprowadziła się do Porto, gdzie popołudniami i wieczorami pracowała jako nauczycielka języka angielskiego, zaś rano pisała powieść, słuchając koncertu skrzypcowego Piotra Czajkowskiego. Na początku pobytu w Portugalii stworzyła swój ulubiony rozdział książki, zatytułowany Zwierciadło Ain Eingarp i zainspirowany uczuciami do zmarłej matki. Również w Porto wpadła na pomysł, że główny wątek powieści będzie związany z kamieniem filozoficznym.
Do lipca 1993, gdy urodziła córkę Jessikę, ukończyła trzy pierwsze rozdziały. Napisała wiele wersji pierwszego z nich. Jedna z nich przedstawiała morderstwo Jamesa i Lily Potterów w Dolinie Godryka. W innej rodzice Hermiony mieszkali na wybrzeżu i zauważyli wybuch na pobliskiej wyspie, gdzie mieszkali Potterowie. W jeszcze innej Syriusz Black spotkał się pod domem Potterów z nieuwzględnionym w ostatecznych wersjach powieści sługą Voldemorta o imieniu Pyrites.

Było wiele różnych wersji pierwszego rozdziału Kamienia Filozoficznego. W końcu wybrałam taką, która nie jest najbardziej lubianą rzeczą, jaką napisałam. Wiele ludzi mówiło mi, że ciężko im się go czytało w porównaniu z resztą książki. Problem z tym rozdziałem jest taki, że dałam wiele informacji, równocześnie ukrywając jeszcze więcej, jak to często bywa w książkach o Harrym Potterze.

W grudniu 1993 autorka przeprowadziła się z Jessiką do Edynburga. Tam planowała przyspieszyć pracę nad powieścią, a po zakończeniu jej pójść na studia podyplomowe i ponownie zostać nauczycielką. Cierpiała w tym czasie na depresję, co wraz z koniecznością opieki nad córką utrudniało pisanie. Po latach wyznała: „Wychowywanie dziecka zmusiło mnie, bym skończyła tę cholerną książkę. Nie żebym myślała, że to nas uratuje, tylko dlatego, że była to ostatnia szansa, bym ją dokończyła”.
Przez prawie dziewięć miesięcy Rowling była bezrobotna i utrzymywała się z zasiłków dla młodych Brytyjczyków rozpoczynających karierę zawodową. W tym czasie niemal codziennie pracowała nad powieścią w edynburskich kawiarniach, głównie w Nicolson’s (należącej do jej szwagra) i Elephant House, w towarzystwie śpiącej w wózku córki. Pisała odręcznie, a następnie przepisywała gotowy tekst na maszynie do pisania. Ostatecznie powieść została zakończona w 1995.

## Publikacja i tłumaczenia

### Wielka Brytania

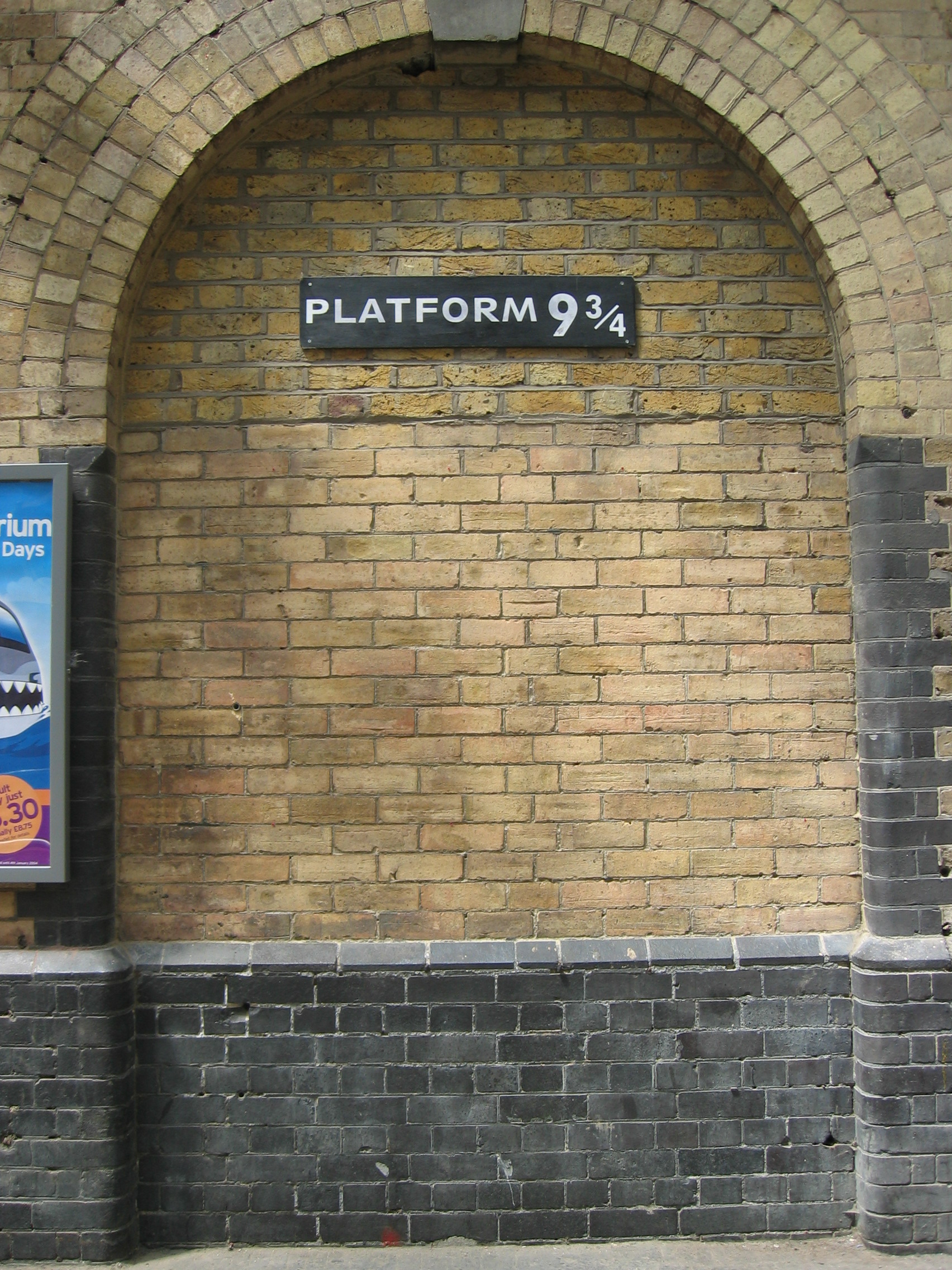
Imitacja przedstawionego w powieści Peronu 9¾ na stacji kolejowej King’s Cross w Londynie (zdjęcie z 2003)

Na początku 1996 Rowling udała się z manuskryptem trzech pierwszych rozdziałów do Central Library w Edynburgu, gdzie chciała znaleźć agenta literackiego. Agent, którego wybrała, tego samego dnia odrzucił tekst. Następnie pisarka wysłała trzy rozdziały do działającej w Fulham agencji Christopher Little Literary Agency. Bryony Evans ocenił tekst pozytywnie i polecił go freelancerowi Fleurowi Howle’owi. Wspólnie przekonali oni stojącego na czele agencji Christophera Little’a do złożenia Rowling propozycji współpracy. Kilka dni później pisarka otrzymała list z prośbą o wysłanie reszty książki. Choć zawierał on tylko dwa zdania, Rowling przyznała, że był to najlepszy list, jaki otrzymała w życiu. Przez około rok Little wysyłał 200-stronicowy tekst wydawcom, otrzymując odmowę od dwunastu.
W sierpniu 1996 zainteresowanie publikacją wyraziło niewielkie londyńskie wydawnictwo Bloomsbury Publishing. Nigel Newton, prezes Bloomsbury, został przekonany do wydania powieści przez ośmioletnią córkę Alice, która po przeczytaniu fragmentu uznała, że „to jest lepsze niż cokolwiek innego”. Wydawnictwo zaoferowało Rowling 2500 funtów brytyjskich zaliczki. Pisarka przyznała, że pieniądze nie miały dla niej pierwszorzędnego znaczenia – liczyła się dla niej możliwość wydrukowania powieści. Wydawnictwo zasugerowało jej, żeby przyjęła pseudonim artystyczny, podejrzewając, że chłopcy mogą wyrażać niechęć do książki napisanej przez kobietę. Rowling postanowiła przyjąć inicjały J.K. od swojego imienia Joanne i imienia prababci, Kathleen (w rzeczywistości pisarka nie posiada drugiego imienia).
Zgodnie ze zwyczajem literatury dziecięcej przed premierą powieści Bloomsbury wysłało ją autorom, krytykom i sprzedawcom z prośbą o wypowiedź, która może zostać zacytowana na okładce książki. Ostatecznie wydawnictwo wybrało wypowiedzi Wendy Cooling z organizacji Bookstart, Davida Mortona ze sklepu Daisy & Tom, recenzentki Fiony Waters i Lindsey Fraser z organizacji charytatywnej Scottish Book Trust. Do stworzenia rysunków na okładkę został zatrudniony Thomas Taylor, dla którego było to pierwsze profesjonalne zlecenie. Przednia okładka przedstawia Harry’ego stojącego przy Ekspresie Hogwart, zaś tylna czarodzieja w krótkiej, brązowej brodzie, narysowanego na wzór ojca Taylora. Ilustrator pracował w sumie dwa dni na podstawie niepełnego tekstu powieści, który otrzymał. Jako że czarodziej na tylnej okładce nie odpowiadał żadnemu bohaterowi książki, Bloomsbury poprosiło Taylora o stworzenie rysunku Dumbledore’a, który pojawił się na późniejszych wydaniach.
Premiera Harry’ego Pottera i Kamienia Filozoficznego na terenie Wielkiej Brytanii odbyła się 26 czerwca 1997. Pierwsze wydanie obejmowało 500 egzemplarzy, z czego 300 zostało wysłane do bibliotek. Ewenementem w skali całego cyklu Harry Potter jest to, że autorka była wymieniona w tej transzy jako Joanne Rowling. Ponadto wydanie zawierałało dwa błędy: na tylnej okładce zamiast słowa „philosopher’s” widniało „philospher’s”, zaś na stronie 53 różdżka wymieniona została dwukrotnie w wymaganiach dla uczniów pierwszego roku w Hogwarcie. W 2019 jeden z tych 500 egzemplarzy, z autografem Rowling w środku, został sprzedany w domu aukcyjnym Bonhams za 68 812 funtów. W 2020 inny egzemplarz, ale bez podpisu Rowling, został sprzedany na aukcji za 50 tysięcy funtów.

### Stany Zjednoczone
W kwietniu 1997, jeszcze przed publikacją powieści, Bloombsbury prezentowało ją na targach książki dla dzieci w Bolonii we Włoszech. Arthur Levine, wydawca prowadzący Arthur Levine Books, imprint amerykańskiego wydawnictwa Scholastic Corporation, otrzymał egzemplarz i przeczytał go podczas powrotu samolotem do Stanów Zjednoczonych. Zachwycony powieścią, wziął udział w zorganizowanej przez Bloombsury aukcji praw do jej dystrybucji na terenie Stanów. Zaoferował 105 tysięcy dolarów, dzięki czemu wygrał aukcję, pokonując siedmiu kontrkandydatów.

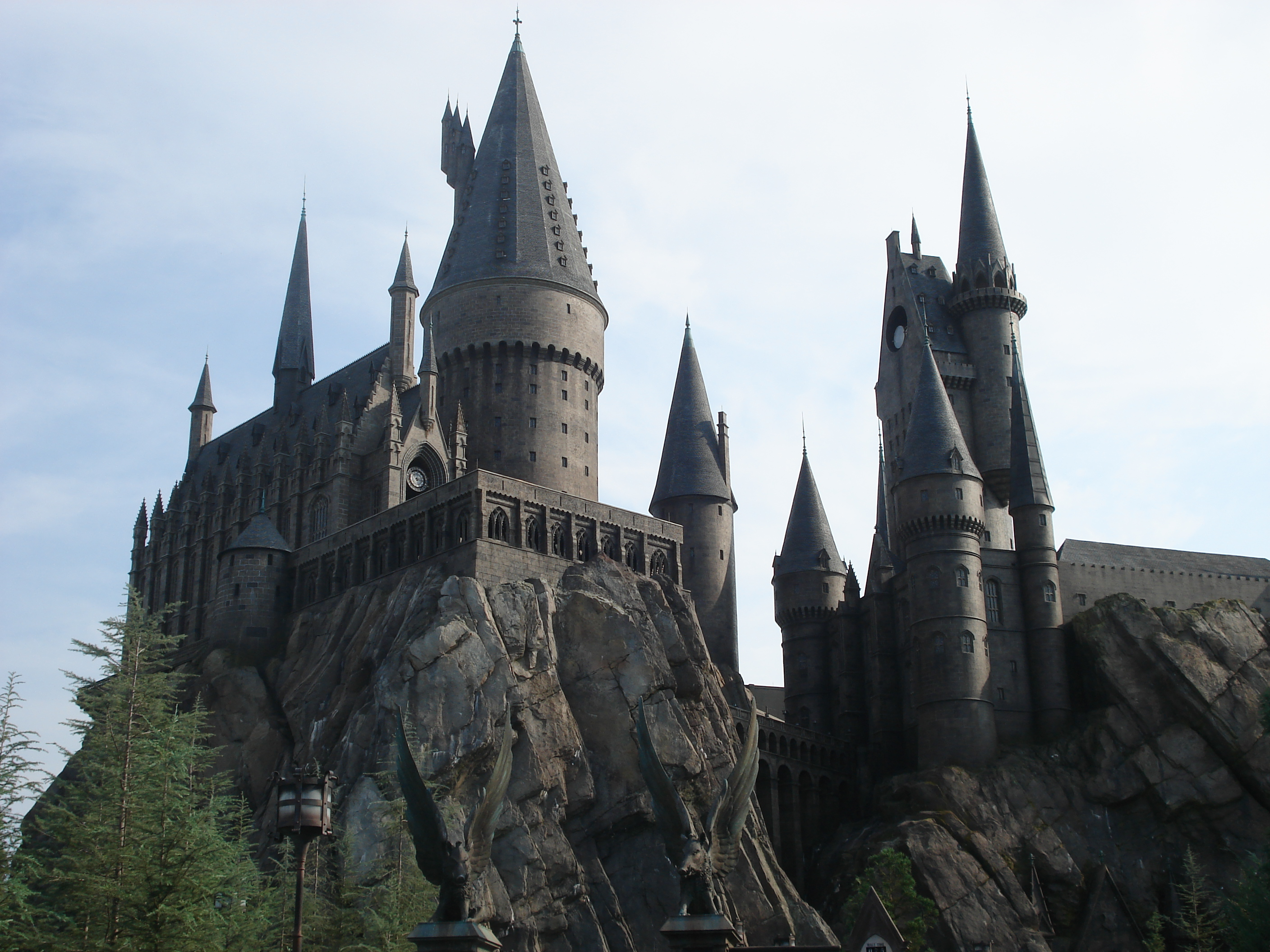
Replika Hogwartu w parku rozrywki Universal’s Islands of Adventure w Orlando na Florydzie

Levine uznał, że tytuł książki nie wyraża jej magicznego charakteru, który powinien być przekazany amerykańskim czytelnikom w bardziej jawny sposób. Zasugerował Rowling zmianę go na Harry Potter and the School of Magic (Harry Potter i Szkoła Magii), jednak pisarka zaprotestowała, uważając go za niewłaściwy. Zaproponowała tytuł Harry Potter and the Sorcerer’s Stone (Harry Potter i Kamień Czarodzieja), mimo że stał on w sprzeczności z faktem, że kamień filozoficzny jest pojęciem z zakresu alchemii, a nie wymyślonym przez nią. Levine się zgodził, wskutek czego powieść i jej adaptacje są do dziś dystrybuowane w Stanach Zjednoczonych pod tym tytułem. Rowling przyznała, że żałuje zgody na porzucenie oryginalnego tytułu, ale jako debiutująca pisarka musiała dokonywać wyrzeczeń.
Również tekst powieści został zmodyfikowany, by brzmieć przystępniej dla amerykańskich czytelników. Około 80 słów bądź wyrażeń zostało zmienione. Przykładowo, „sherbet lemon” (cytrynowa landrynka) został zastąpiony przez „lemon drop”, „motorbike” (motocykl) przez „motorcycle”, „football” (piłka nożna) przez „soccer”, a „chips” (frytki) przez „fries”. Ponadto nastąpiły zmiany w układzie przecinków i konstrukcji niektórych fragmentów. Przykładowo, gdy Dean Thomas domaga się czerwonej kartki podczas meczu quidditcha, w oryginalnym tekście Rowling Ron Weasley wyjaśnia mu, że to nie mecz piłki nożnej, podczas gdy w wersji amerykańskiej uprzednio pyta Deana, co ma na myśli. Levine wyznał, że nie miał na celu amerykanizacji powieści, lecz chciał, by amerykańskie dzieci przeżywały to samo doświadczenie literackie, co brytyjskie. Philip Nel, naukowiec z Kansas State University zajmujący się literaturą dziecięcą, uważa jednak, iż korekty Scholastic są „ukradkowym wandalizmem” wobec powieści i niekiedy wykraczają poza zwykłe tłumaczenie, zmieniając sens słów. Ponadto zwraca uwagę, że amerykańska wersja traci względem brytyjskiej nawiązania do lokalnej kultury. Przełożenie „quidditch pitch” (pitch do quidditcha) jako „quidditch field” (pole do qudditcha) wymazuje skojarzenie z krykietem. Z kolei wspólne użycie „mom” zamiast słów „mum” i „mam”, używanych kolejno przez Weasleyów i Seamusa Finnigana na określenie matki, prowadzi do utraty sugestii o różnym pochodzeniu bohaterów: „mum” jest określeniem popularniejszym wśród Brytyjczyków, zaś „mam” wśród Irlandczyków.
Wydawnictwo Scholastic zleciło Mary GrandPré zaprojektowanie oprawy graficznej amerykańskiego wydania. Na okładce (przedniej i tylnej) znalazł się jej rysunek przedstawiający Harry’ego Pottera lecącego na miotle pomiędzy kolumnami otwartego korytarza, usiłującego, zgodnie z zasadami quidditcha, chwycić złoty znicz. Na ilustracji znajdują się także sowa Hedwiga, Albus Dumbledore, jednorożec i trójgłowy pies Puszek, zaś w tle widać Hogwart i Zakazany Las. GrandPré narysowała ponadto ilustracje, które znalazły się na początku każdego rozdziału. Choć nie została o to poproszona, zaprojektowała także logo na okładkę. Napis „Harry Potter” z literą P w kształcie błyskawicy był później wykorzystywany przez Warner Bros. w filmach i stanowi logo Harry’ego Pottera w większości elementów franczyzy Wizarding World.
Premiera powieści na terenie Stanów Zjednoczonych odbyła się 1 września 1998. Mimo to niektórzy czytelnicy nabyli już wcześniej brytyjskie wydanie poprzez Internet. Christopher Little skrytykował sklep Amazon za umożliwienie takiej sprzedaży, które uważał za „rażące lekceważenie prawa terytorialnego, a zatem działanie nielegalne”. Pierwsze amerykańskie wydanie obejmowało 50 tysięcy egzemplarzy, a do końca 1998 wydawnictwo zamówiło siedem dodruków.

### Polska
Christopher Little wysłał książkę kilku polskim wydawcom, którzy początkowo nie wyrażali zainteresowania opublikowaniem jej. W 1999 Robert Gamble, założyciel wydawnictwa Media Rodzina, otrzymał egzemplarz od brata i zaczął zastanawiać się nad złożeniem oferty kupna praw do wydania powieści w Polsce. Poinformował o tym znajomą pastor w Edynburgu. Okazało się, że Rowling jest jej parafianką i w niedziele po mszach przychodzi na plebanię na herbatę. W następną niedzielę Gamble wziął udział w spotkaniu z Rowling na plebanii, gdzie wyraził chęć kupna praw do jej powieści. Media Rodzina złożyło ofertę i otrzymało zgodę. Dyrektor wydawnictwa, Bronisław Kledzik, zdradził: „Christopher Little (…) powiedział (…) później, że zadecydowała o tym nie tylko położona na stole zaliczka, ale zawarty w korespondencji nasz entuzjazm i głęboka wiara w wartości, jakie ta książka zawiera”.
Tłumaczenia powieści dokonał Andrzej Polkowski. W późniejszych wydaniach jego przekład był modyfikowany. Przykładowo, słowo „mugol” było w pierwszym tłumaczeniu pisane wielką literą, a w późniejszych transzach małą. W polskim wydaniu została wykorzystana oprawa graficzna autorstwa Mary GrandPré, stworzona na potrzeby wersji amerykańskiej. Powieść ukazała się w Polsce 10 kwietnia 2000, a jej pierwszy nakład obejmował 5 tysięcy egzemplarzy. Latem tego samego roku odbył się dodruk 20 tysięcy kopii. Kolejna transza została wyprodukowana jesienią, wraz z premierowymi egzemplarzami następnego tomu, Harry’ego Pottera i Komnaty Tajemnic.

### Pozostałe tłumaczenia
Do 2001 powieść została przetłumaczona na ponad 40 języków, zaś do 2008 na 67. W 2017 liczba ta przekroczyła 80 wraz z premierą przekładu na język scots. Część tłumaczeń obejmuje języki martwe i zostało dokonane przez środowisko akademickie. W 2001 Bloomsbury zleciło stworzenie przekładów na łacinę i język starogrecki, których dokonali kolejno Peter Needham z Eton College i Andrew Wilson z University of Bedfordshire. Powieść jest najdłuższym tekstem w drugim z tych języków od czasu tworzącego w III wieku Heliodora z Emesy.

## Odbiór krytyków

### Wielka Brytania
Lindsey Fraser napisała w swojej recenzji dla „The Scotsman”: „Harry Potter i Kamień Filozoficzny ma wszystko, co trzeba, by stać się klasykiem (…). Rowling z polotem i oryginalnością używa klasycznych narzędzi narracyjnych, zapewniając złożoną i wymagającą fabułę w formie niezwykle rozrywkowego dreszczowca. Jest pierwszoligową pisarką dziecięcą”. Recenzent „Herald Scotland” nazwał książkę „wspaniałym debiutem” i „całkowicie absorbującą”, zwracając uwagę na „dobrze zarysowane postacie i cudownie pomysłową, szybką historię”. Krytyk z „The Glasgow Herald” napisał, że „ciężko znaleźć dziecko, które by mogło się oderwać”. Recenzent „The Guardian” określił książkę jako „wielowarstwową debiutancką powieść, napędzaną pomysłowym humorem”. Krytycy z „The Guardian”, „The Sunday Times” i „Sunday Mail” porównywali Rowling do Roalda Dahla, przy czym ostatni z nich nazwał książkę najbardziej pomysłową od czasów Dahla. Rosemary Stones z „Books for Keeps” wystawiła powieści cztery gwiazdki w skali do pięciu, nazywając Rowling „najbardziej eskcytującym i energicznym nowym talentem”.
Anthony Holden z „The Guardian” skrytykował powieść jako „jednowymiarową” i określił ją jako „spisaną bajkę Disneya i nic ponadto”. Recenzent z Catholic Education Resource Center nazwał książkę „czystą watą cukrową”, a jej przesłanie „płytkim”.

### Stany Zjednoczone
Recenzent magazynu „Kirkus Reviews” nazwał powieść „niezwykle przyjemnym fantasy”. Michael Cart z magazynu „Booklist” napisał: „Debiutancka powieść Rowling (…) to wspaniale wymyślone i pięknie napisane fantasy z elementami tradycyjnych brytyjskich historii szkolnych, które ani razu nie naruszają magicznych podstaw fabuły. Zdolność Rowling do fantastycznego ujęcia sportu, rywalizacji uczniów i ekscentrycznych zdolności przyczynia się do humoru, uroku i radości jej urzekającej powieści”. Denise Yagel z magazynu „Bookpage” oceniła: „Rowling napisała historię o magicznym chaosie, naprawdę godną często nadużywanej frazy współczesnego klasyka (…). Harry Potter i Kamień Filozoficzny jest pomysłowy i wciągający. Choć przeznaczony dla dzieci od lat 8 do 12, napisany jest dla każdego, kto uwielbia dobrze opowiedziane historie, angażujące umysł i chwytając za serce. Rowling to pisarka, którą warto śledzić i zapamiętać”. Charles Taylor z serwisu Salon.com napisał: „Powiedzieć, że J.K. Rowling napisała wspaniałą powieść dziecięcą, to za mało. Ona napisała wspaniałą powieść”.
Michael Winerip z „The New York Times” napisał: „J.K. Rowling, podobnie jak Roald Dahl, posiada dar utrzymywania emocji, lęków i triumfów postaci w ludzkiej skali, nawet gdy zewsząd wyskakują elementy nadprzyrodzone”. Zwrócił uwagę na humor, a postacie nazwał „imponująco trójwymiarowymi (a czasami nawet czterowymiarowymi) przez większość książki”. Skrytykował jednak ostatnie cztery rozdziały, wytykając im irytujące i wymyślne zwroty akcji oraz bezsensowne zachowanie bohaterów. Liz Rosenberg z „The Boston Globe” nazwała książkę „uroczą, pomysłową i magiczną”, jednak skrytykowała ostatnie 20–30 stron za zbyt pospieszne prowadzenie fabuły.

## Sprzedaż
Do końca 1997 w Wielkiej Brytanii sprzedano 70 tysięcy egzemplarzy powieści. W marcu 1999 sprzedaż na terenie tego państwa przekroczyła 300 tysięcy sztuk. W samym 2001 w Wielkiej Brytanii kupiono 1,1 miliona egzemplarzy powieści, co było najwyższym wynikiem spośród wszystkich książek w tym roku. Do czerwca 2003 zostały sprzedane 2 534 993 sztuki. W samej dekadzie 2000–2009 sprzedaż powieści w kraju wyniosła 3,42 miliony egzemplarzy, co było szóstym najwyższym wynikiem spośród wszystkich książek, zaraz za Kodem Leonarda da Vinci Dana Browna i czterema innymi tomami cyklu Harry Potter. W 1998 firma The Nielsen Company, zajmująca się badaniami marketingowymi, zaczęła gromadzić dane na temat sprzedaży książek w Wielkiej Brytanii. Według jej danych do 2010 sprzedaż Harry’ego Pottera i Kamienia Filozoficznego wyniosła 3 844 316 egzemplarzy, zaś do 2012 4 200 654 egzemplarzy, co było trzecim najwyższym wynikiem spośród wszystkich książek, zaraz za Kodem Leonarda da Vinci oraz Harrym Potterem i Insygniami Śmierci.
W Stanach Zjednoczonych do końca 1998 zostało sprzedane 190 tysięcy egzemplarzy powieści. W grudniu 1998 Harry Potter i Kamień Filozoficzny objął szesnastą, ostatnią pozycję notowania bestsellerów beletrystycznych na terenie kraju, publikowanej przez „The New York Times”. W sierpniu 1999, w 34. tygodniu obecności na liście, po raz pierwszy znalazł się na miejscu pierwszym. Przez kolejne miesiące trzy wydane dotychczas tomy cyklu Harry Potter nieustannie znajdowały się w rankingu, niekiedy zajmując trzy pierwsze pozycje. Niezadowolenie wydawców z tego faktu doprowadziło do podjęcia przez „The New York Times” decyzji o wydzieleniu w lipcu 2000 odrębnego notowania dla literatury dziecięcej, która od teraz nie mogła się znajdować na głównej liście. Do 2001 sprzedaż Harry’ego Pottera i Kamienia Filozoficznego w Stanach Zjednoczonych wyniosła 11 719 111 egzemplarzy (6 631 807 w miękkiej oprawie i 5 087 304 w twardej). W 2007 wydawnictwo Scholastic Corporation zdradziło, że dotychczas wydrukowało 29 milionów kopii powieści.
W Polsce Harry Potter i Kamień Filozoficzny sprzedał się w pierwszych pięciu miesiącach (czyli do lipca 2000) w tysiącu egzemplarzy. Popularność powieści znacznie zwiększyła się w drugiej połowie roku wskutek informacji o ekranizacji oraz światowej premiery czwartego tomu cyklu Harry Potter. Sprzedaż książki wyniosła około 130 tysięcy egzemplarzy w 2000 i około 495 tysięcy w 2001 (z czego 100 tysięcy kupił koncern Coca-Cola dla celów promocyjnych). Do połowy 2008 liczba kupionych kopii powieści w Polsce przekroczyła 927 tysiące, zaś do stycznia 2012 1,024 miliona egzemplarzy (863 tysięcy w oprawie miękkiej i 161 tysięcy w twardej).
Światową sprzedaż Harry’ego Pottera i Kamienia Filozoficznego szacuje się na 120 milionów egzemplarzy, co czyni z niej jedną z najchętniej kupowanych książek w historii. Jest to zarazem najwyższy wynik z całego cyklu Harry Potter.

## Nagrody i wyróżnienia
Opracowano na podstawie materiałów źródłowych.
| Rok  | Państwo           | Nagroda                                                                                  | Rezultat  |
| ---- | ----------------- | ---------------------------------------------------------------------------------------- | --------- |
| 1997 | Wielka Brytania   | Nestlé Smarties Book Prize za powieść dla dzieci w wieku 9–11 lat                        | Wygrana   |
| 1997 | Wielka Brytania   | Children’s Book Award w kategorii długiej powieści                                       | Wygrana   |
| 1997 | Wielka Brytania   | Nagroda Birmingham Cable w kategorii książki dziecięcej                                  | Wygrana   |
| 1997 | Wielka Brytania   | British Book Award w kategorii książki dziecięcej                                        | Wygrana   |
| 1998 | Wielka Brytania   | Nagroda Young Telegraph za książkę roku z miękką oprawą                                  | Wygrana   |
| 1998 | Wielka Brytania   | Carnegie Medal                                                                           | Nominacja |
| 1998 | Wielka Brytania   | Nagroda Sheffield w kategorii książki dziecięcej                                         | Wygrana   |
| 1998 | Wielka Brytania   | Nagroda „The Guardian” w kategorii książki dziecięcej                                    | Nominacja |
| 2001 | Wielka Brytania   | Whitaker’s Platinum Book Award                                                           | Wygrana   |
| 2020 | Wielka Brytania   | Blue Peter Book Award dla najlepszej książki ostatnich 20 lat                            | Wygrana   |
| 1998 | Stany Zjednoczone | Nagroda „School Library Journal” za najlepszą książkę roku                               | Wygrana   |
| 1998 | Stany Zjednoczone | Nagroda Stowarzyszenia Bibliotek Amerykańskich za najbardziej zauważalną książkę         | Wygrana   |
| 1998 | Stany Zjednoczone | Nagroda Stowarzyszenia Bibliotek Amerykańskich w kategorii książki dla młodych dorosłych | Wygrana   |
| 1998 | Stany Zjednoczone | Nagroda „Publishers Weekly” za najlepszą książkę roku                                    | Wygrana   |
| 1998 | Stany Zjednoczone | Nagroda „Parenting Magazine” za książkę roku                                             | Wygrana   |
| 1998 | Stany Zjednoczone | Nagroda Nowojorskiej Biblioteki Publicznej za najlepszą książkę roku                     | Wygrana   |

## Adaptacje

### Film
W 1997 angielski producent filmowy David Heyman, stojący na czele wytwórni Heyday Films, wyraził zainteresowanie realizacją adaptacji Harry’ego Pottera i Kamienia Filozoficznego. Za sprawą swojego przyjaciela Lionela Wigrama przekonał wytwórnię Warner Bros. Pictures w Los Angeles, w której Wigram był zatrudniony, do stworzenia ekranizacji. Początkowo Rowling nie chciała wyrazić zgody na film, gdyż obawiała się utraty praw do stworzonych przez siebie postaci. Ostatecznie zgodziła się, otrzymawszy w umowie gwarancję, że nie będą powstawały nieautoryzowane przez nią filmy oraz że obsada będzie się składać wyłącznie z Brytyjczyków. Kontrakt został podpisany 1 września 1998, w dniu amerykańskiej premiery powieści.
Angaż na scenarzystę filmu otrzymał Steve Kloves, zaś na reżysera Chris Columbus. Heyday był producentem filmu, który powstał jako współprodukcja Warner Bros. Pictures, Heyday Film oraz należącej do Columbusa wytwórni 1492 Pictures. W głównych rolach zostali obsadzeni: Daniel Radcliffe jako Harry Potter, Rupert Grint jako Ron Weasley i Emma Watson jako Hermiona Granger. Angaż do ról drugoplanowych otrzymali między innymi: Robbie Coltrane, Richard Harris, Maggie Smith, Alan Rickman, Richard Griffiths, Fiona Shaw, Ian Hart, John Cleese i Tom Felton. Zdjęcia odbywały się głównie w kompleksie Leavesden Studios w miejscowości Leavesden, położonej około 32 kilometry od Londynu.
Premiera filmu odbyła się 4 listopada 2001. Produkcja spotkała się głównie z pozytywnym odbiorem wśród krytyków, gromadząc wynik 81% pozytywnych recenzji w serwisie Rotten Tomatoes. W 2002, gdy zakończyła się emisja kinowa filmu, jego dochód brutto wynosił ponad 974 miliony dolarów amerykańskich, co było drugim najwyższym wynikiem w historii, zaraz za Titanikiem (1997). Aktualnie jego łączny dochód (obejmujący wznowienia emisji kinowej) to ponad 1,024 miliarda dolarów amerykańskich. Produkcja otrzymała trzy nominacje do Nagród Akademii Filmowej (Oscarów) i siedem nominacji do Nagród Brytyjskiej Akademii Filmowej (BAFTA).

### Gra komputerowa
16 listopada 2001 przedsiębiorstwo Electronic Arts wydało grę komputerową Harry Potter i Kamień Filozoficzny, której fabuła bazuje na powieści i jej filmowej adaptacji. Ukazała się ona wówczas w wariantach na PlayStation, Microsoft Windows, Game Boy Color i Game Boy Advance. 28 lutego 2002 przedsiębiorstwo Aspyr Media opublikowało jej wersję na macOS. 9 grudnia 2003 Electronic Arts wydał grę na PlayStation 2, Xbox i GameCube.

### Serial telewizyjny
12 kwietnia 2023 Rowling i koncern Warner Bros. Discovery (WBD) ogłosili, że cykl Harry Potter zostanie zekranizowany w formie siedmiosezonowego serialu telewizyjnego, w którym każdy sezon będzie adaptacją jednej powieści. Początkowo miał on powstać jako serial oryginalny serwisu strumieniowego HBO Max, jednak w czerwcu 2024 WBD poinformował o przeniesieniu go do kanału telewizyjnego HBO. Serial jest współprodukcją wytwórni Warner Bros. Television Studios, Brontë Film and TV i Heyday Films. Jego producentami wykonawczyni są Rowling, Francesca Gardiner, Mark Mylod, Neil Blair, Ruth Kenley-Letts i David Heyman, który był producentem serii filmów Harry Potter. W główne role wcielają się Dominic McLaughlin, Alastair Stout i Arabella Stanton jako kolejno Harry Potter, Ron Weasley i Hermiona Granger. W rolach drugoplanowych występują między innymi John Lithgow, Janet McTeer, Paapa Essiedu i Nick Frost.
Zdjęcia rozpoczęły się 14 lipca 2025 w kompleksie Warner Bros. Studios Leavesden w Anglii.